# Audaux
Audaux – miejscowość i gmina we Francji, w regionie Nowa Akwitania, w departamencie Pireneje Atlantyckie.
Według danych na rok 1990 gminę zamieszkiwały 203 osoby, a gęstość zaludnienia wynosiła 28 osób/km² (wśród 2290 gmin Akwitanii Audaux plasuje się na 974. miejscu pod względem liczby ludności, natomiast pod względem powierzchni na miejscu 1263.).